# Візантія (фільм)
«Візантія» (англ. Byzantium) — фільм режисера Ніла Джордана, в головних ролях Джемма Артертон та Сірша Ронан. Прем'єра фільму відбулася на 37-ом Кінофестивалі в Торонто 9 вересня 2012 року.
Вікове обмеження:
- рейтинг MPAA: R
- категорія інформаційної продукції: 16+

## Зміст
Дві жінки-вампіри Елеонора і Клара покидають місце жорстокого злочину і без копійки в кишені приїжджають на зубожілий морський курорт. Клара зустрічає Ноеля, якому дістався у спадок від матері невеликий пустуючий гостьовий будинок. Клара зачаровує Ноеля і організовує в будинку бордель, щоб заробити грошей.
Паралельно з подіями XXI століття розповідається історія двохсотлітньої давності — про те, як Клара стала повією, народила Елеонору, віддала її в притулок, а потім стала вампіром. Елеонора не може забути своє минуле, вона намагається знову і знову записати історію свого життя, але потім викидає написані листи. Клара живе сьогоденням, але вона весь час змушена переховуватися від вампірського братства, яке засудило її до смерті.
Елеонора зустрічає хворого лейкемію Френка і вони закохуються. Елеонора пише для Френка свою справжню історію. Але Френк віддає рукопис викладачеві, а той — директору коледжу; ті не вірять в цю історію, за що розплачуються життями. За трагічної випадковості гине і Ноель. Минуле в особі Дарвелл і Савелли знаходить Елеонору і Клару.

## Ролі
- Джемма Артертон — Клара Уебб
- Сірша Ронан — Елеанор Уебб
- Джонні Лі Міллер — Рутвен
- Сем Райлі — Дарвелл
- Калеб Лендрі Джонс — Френк
- Том Голландер — викладач коледжу
- Марія Дойл-Кеннеді — Мораг, директор коледжу
- Деніел Мейс — Ноел
- Урі Гавріел — Савелла

## Зйомки
Зйомки проходили в Бреї на кіностудії Ardmore Studios, в Беарі, Дубліні та Гастінгсі.

## Відгуки критики
Юрій Гладильщіков у своїй рецензії вважає, що російські прокатники «занапастили» фільм, не забезпечивши гідної реклами. Гладильщіков відзначає візуальну красу картини, порівнюючи операторську роботу з «класичним живописом» і фільмами Кшиштофа Кесьлевського. Олег Зінцов відзначає незвичайну для вампірського фільму тему сексизму за відсутності сексуального підтексту, а також «незвичний антураж». «Джордан з'єднує костюмну мелодраму ретроспективної частини сюжету з побутовим реалізмом сучасної» — пише Зінцов, дорікаючи Джордана в нестачі достовірності саме в сучасній частині." і «дуже сентиментальною». Олександр Кондуков в рецензії для Rolling Stone зазначає операторську роботу Сема Боббіта, лає сценарій, що містить «чимало дурниць, нестикувань і маразму», зазначає безпорадність чоловічих персонажів, за винятком капітана Рутвена у виконанні Джоні Лі Міллера. Оглядач «Коммерсанта» Лідія Маслова знаходить в «Візантії» риси наступності з попереднім вампірським фільмом Джордана — «Інтерв'ю з вампіром», але пише, що «запам'ятовуються в підсумку образи цього фільму не відрізняються ні дивиною, ні свіжістю». Володимир Лященко називає це «кіно, яке відмовляється адаптуватися до нового часу», припускаючи що сценаристка Мойра Буффіні «орієнтувалася і на готичні романи, і на Джейн Остін, і на сучасну літературу для підлітків». Микола Караєв припускає, що слово «Візантія» у назві з'являється не стільки через назву готелю, що став борделем, скільки через англійського значення слова «byzantine» — «дуже складний, лабіринтоподібний».

## Цікаві факти
Двох персонажів фільму звуть Рутвен і Дарвелл. Імена були вибрані не випадково:
- Лорд Рутвен — ім'я персонажа-вампіра з оповідання «Вампір» (1819 року) Джона Вільяма Полідори.
- Огаст Дарвелл — ім'я персонажа-вампіра з незакінченого твору (1819 року) Джорджа Гордона Байрона.